# Tornpipping
Tornpipping är en äppelsort av okänt ursprung. Skalet som är relativt torrt har en röd och grönaktig färg. Köttet är sött, aningen syrligt, och aromatiskt. Äpplet mognar i januari och kan därefter lagras till, omkring, mars/april. Tornpipping är främst ett ätäpple. I Sverige odlas Tornpipping gynnsammast i zon 1-2.